# Perui zöldtukán
A perui zöldtukán (Aulacorhynchus huallagae) a madarak (Aves) osztályának a harkályalakúak (Piciformes) rendjébe, ezen belül a tukánfélék (Ramphastidae) családjába tartozó faj.

## Előfordulása
Peru területén honos.

## Megjelenése
A perui zöldtukánnak a tollruhája zöld, csőre szürke, sárga szemöldöke van és az alsó tollai sárga színűek.

## Természetvédelmi állapota
Az élőhelyének elvesztése fenyegeti. Ezért az IUCN vörös listáján a veszélyeztetett kategóriában szerepel a perui zöldtukán.